# Sante Agata e Apollonia (Marinoni)

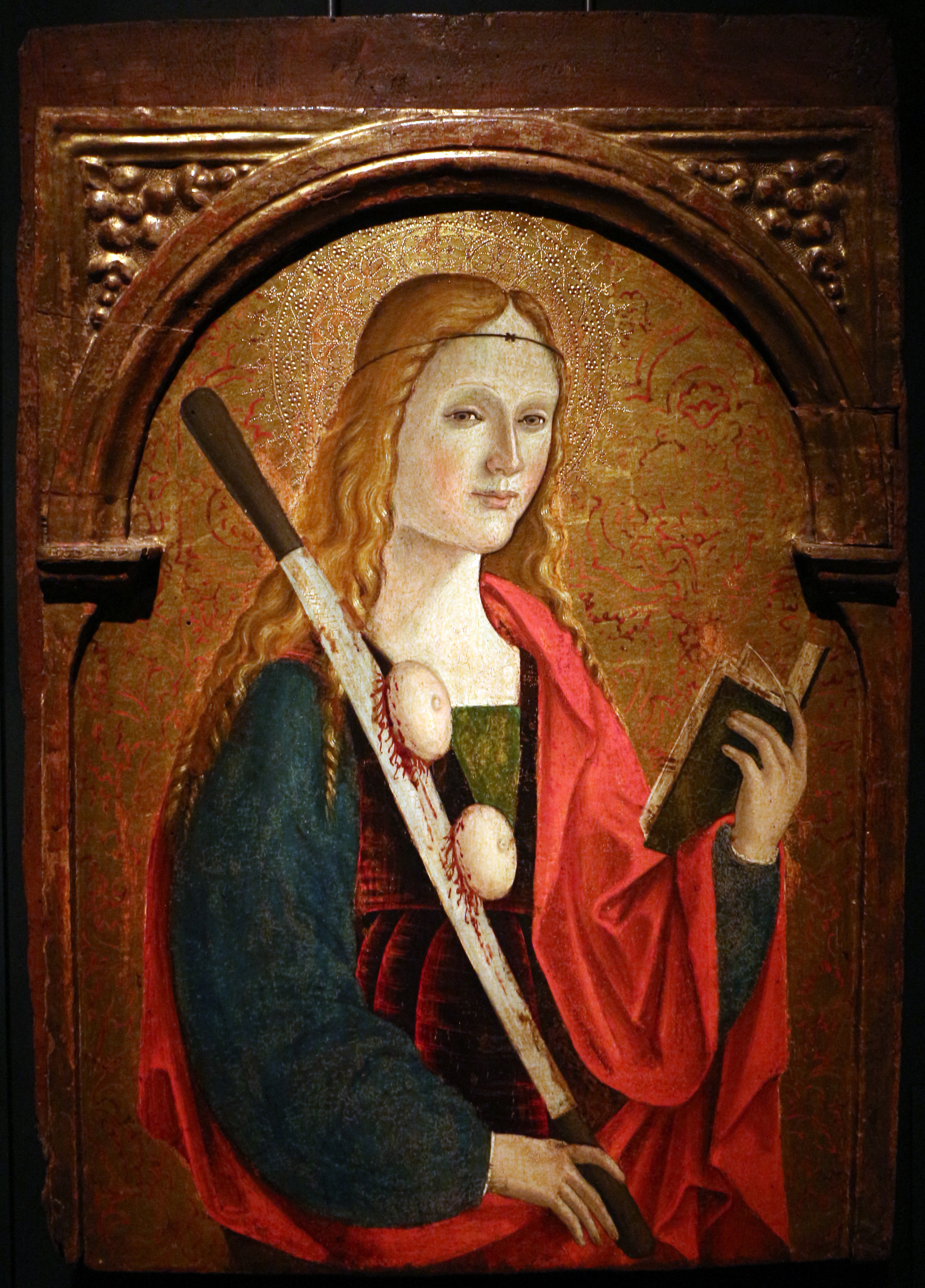
Sant'Agata-Dipinto su tavola della bottega dei Marinoni-1500-30 circa

Le due tavole  Santa Agata e Santa Apollonia sono due pittura a tempera su tavola eseguite da Giovanni Marinoni probabilmente con i figli Antonio e Bermardino. Facevano parte di un polittico smembrato e sono conservate nel Museo Adriano Bernareggi in Via Pignolo di Bergamo.

## Storia
Le due tavole che conservano la cornice originaria con fondo dorato decorato a fiori di cardo, sono presenti nell'inventario redatto nei primi anni '50 del XX secolo, da Federico Berta, segretario del vescovo Adriano Bernareggi, come opere assegnate a Giovanni Gavazzi da Poscante, facevano parte di un polittico smembrato che fu indicato come proveniente dalla località Burro di Monte di Nese, provenienza non accertata. La bottega dei Marinoni aveva però eseguito lavori presso la medesima località con il Polittico della Madonna conservato nella sagrestia della chiesa parrocchiale di Monte di Nese della Natività della Vergine.
I due pannelli furono indicati nel 1978 da Luigi Paganoni nel primo catalogo del museo diocesano, indicando un generico autore di scuola bergamasca del XVI secolo, e da Francesco Rossi come provenienti dalla scuola del Bergognone come le sante Caterina d'Alessandria e Maria Maddalena presenti nella sagrestia della Chiesa di Sant'Alessandro della Croce. Ma la loro conformazione quattrocentesca e arcaica le collega alle opere marinoniane. I Marinoni mantennero infatti una fedeltà delle composizioni del XV secolo tardogotiche impreziosite da ori che non svilupparono mai il rinascimento bergamasco che con l'arrivo degli artisti veneti era arrivato prorompente nella città orobica. Si consideri che la bottega marinoniana era provinciale, con commissioni provinciali che chiedevano di mantenere la tradizione pittorica locale. 
Le due ltavole furono ristaurate nel 1969 a cura di Enzo Bartoli.

## Descrizione
La raffigurazione delle due sante ha la caratteristica tipica tardogotica della bottega marinoniana. Difficile identificare quale fu il reale esecutore delle opere tra i diversi rappresentanti la famiglia, e difficile anche recuperare e integrarle in un polittico completo di cui sicuramente sono andate perdute le altre parti o sono entrate nel giro delle opere vendute all'asta dopo il 1803, quando molte opere furono poste nel Palazzo nuovo di Bergamo dopo l'occupazione francese furono oggetto di vendita e conservate in collezioni private.
Santa Agata, identificabile dagli attributi tipici del suo martirio, è raffigurata a tre quarti in quel tardogotico del XV secolo lombardo, con gli sfondi dorati e le stoffe damascate, ma con una assoluta mancanza di plasticità, che rende l'immagine goffa e piatta sullo sfondo, dove compare appena punzonata l'aureola. Nessuna espressione compare sul suo volto, sembra rappresentare una dama d'altri tempi con una pettinatura dorata e morbida, le labbra serrata ma lo sguardo fisso. Nella mano destra tiene la lama a due mani che le aveva reciso le mammelle, mentre nella sinistra un libro aperto. Le dita affusolate sono una delle caratteristiche tipiche marinoniane. 
La medesima raffigurazione appare in Sant'Appollonia che mostra, quasi con orgoglio,con la mano destra la tenaglia con un dente, come racconto del suo martirio, mentre nella sinistra regge la palma e un libro chiuso. La rigidità dei movimenti è accentuata dall'innaturale posa del braccio destro. Indossa un prezioso abito damascato che sembra realizzato in velluto. I capelli sono raccolti in un pazzoletto giallo, particolare che l'avvicina ai suoi devoti, e che crea un tono di colore particolarmente acceso, come acceso è il rosso dell'abito, colore che indica la passione del martirio. Il profilo della santa è assonante a quello di Sant'Alberto carmelitano, mentre per santa Agata si coglie la raffigurazione di sant'Alessandro presente nella medesima tavola conservata nella sacrestia della basilica alessandrina in Via Pignolo di Bergamo.